# Ngrandah
Ngrandah is een bestuurslaag in het regentschap Grobogan van de provincie Midden-Java, Indonesië. Ngrandah telt 5530 inwoners (volkstelling 2010).